# Dottrina avventista
La dottrina avventista si sintetizza in ventotto punti focali sui quali si fonda la teologia della Chiesa cristiana avventista del settimo giorno.

## Le sante Scritture
Secondo la dottrina della Chiesa cristiana avventista del settimo giorno, le Scritture, ebraiche e greche, sono la parola di Dio redatta, trasmessa per ispirazione divina da santi uomini di Dio, che hanno parlato e scritto guidati dallo Spirito Santo. Tramite questa Parola, Dio avrebbe comunicato all'Uomo la conoscenza necessaria per la salvezza. Le Scritture sarebbero la rivelazione infallibile della sua volontà. Esse rappresentano il modello per il carattere, il banco di prova per l'esperienza, l'autorevole rivelazione delle dottrine e sarebbero l'attendibile racconto degli atti di Dio nella storia (cfr. 2 Pt 1:20,21; 2 Tm 3:16,17; Sal 119:105; Prv 30:5,6; Is 8:20; Gv 17:17; 1 Ts 2:13; Eb 4:12).

## La Trinità
Secondo gli avventisti ci sarebbe un solo Dio: Padre, Figlio e Spirito Santo, un'unità di tre persone coeterne. Dio sarebbe immortale, onnipotente, onnisciente, onnipresente e ubiquo. Dio sarebbe infinito e trascenderebbe l'umana comprensione, ma si farebbe conoscere tramite la sua rivelazione. Egli sarebbe degno per sempre dell'adorazione e del servizio di tutta la creazione (cfr. Dt 6:4; Mt 28:19; 2 Cor 13:14; Ef 4:4-6; 1 Pt 1:2; 1 Tm 1:17; Ap 14:7).

## Il Padre
Secondo la dottrina avventista Dio, l'Eterno Padre, sarebbe il creatore, la fonte, il sostegno, il sovrano di tutta la creazione. Egli sarebbe giusto e santo, misericordioso e pietoso, lento all'ira, ricco di immutabile amore e di fedeltà. Le qualità e i poteri espressi nel Figlio e nello Spirito Santo sarebbero anche rivelazione del Padre (cfr. Gn 1:1; Ap 4:11; 1 Cor 15:28; Gv 3:16; 1 Gv 4:8; 1 Tm 1:17; Es 34:6,7; Gv 14:9).

## Il Figlio di Dio
Dio, l'Eterno Figlio, si sarebbe incarnato in Gesù Cristo. Grazie a lui sarebbero state create tutte le cose, sarebbe stato rivelato il carattere di Dio, si sarebbe compiuta la salvezza dell'umanità e il mondo sarà giudicato. Per sempre vero Dio, egli sarebbe diventato anche vero uomo: Gesù Cristo. La dottrina avventista afferma che Dio fu concepito dallo Spirito Santo e nacque dalla vergine Maria. Visse e sperimentò la tentazione come un essere umano, ma fu un esempio perfetto della giustizia e dell'amore di Dio. Tramite i suoi miracoli manifestò la potenza di Dio e fu dichiarato il Messia promesso da Dio. Soffrì e morì volontariamente sulla croce per i nostri peccati e al nostro posto. Risuscitato dai morti, ascese al cielo per esercitare nel santuario del cielo il suo ministero in nostro favore. Egli verrà di nuovo in gloria per la liberazione finale del suo popolo e per la restaurazione di tutte le cose (cfr. Gv 1:1-3,14; Col 1:15-19; Gv 10:30; 14:9; Rm 6:23; 2 Cor 5:17-19; Gv 5:22; Lc 1:35; Fil 2:5-11; Eb 2:9-18; 1 Cor 15:3,4; Eb 8:1,2; Gv 14:1-3).

## Spirito Santo
Gli avventisti affermano che Dio, l'Eterno Spirito, partecipò con il Padre e con il Figlio alla creazione, all'incarnazione e alla redenzione. Egli ispirò gli autori delle Scritture. Manifestò la sua potenza nella vita del Cristo. Sensibilizza e convince gli esseri umani, rigenera e trasforma a immagine di Dio coloro che rispondono al suo invito. Inviato dal Padre e dal Figlio per essere per sempre con i suoi figli, egli concede i doni spirituali alla chiesa, le accorda potenza per testimoniare del Cristo e, in armonia con le Scritture, la guida in tutta la verità (cfr. Gn 1:1,2; Lc 1:35; 4:18; At 10:38; 2 Pt 1:21; 2 Cor 3:18; Ef 4:11,12; At 1:8; Gv 14:16-18,26; 15:26,27; 16:7-13).

## La creazione
La dottrina della Chiesa avventista afferma che Dio sarebbe il Creatore di tutte le cose e avrebbe rivelato nelle Scritture il resoconto autentico della sua attività creativa. In sei giorni il Signore creò i cieli e la Terra e tutte le cose viventi che sono in essa e si riposò il settimo giorno di quella prima settimana. In questo modo egli stabilì il sabato come un memoriale perpetuo della sua opera creativa. Il primo uomo e la prima donna furono formati a immagine di Dio, come coronamento dell'opera della creazione; a loro sarebbe stato assegnato il dominio sul Mondo e la responsabilità di averne cura. Quando il mondo fu compiuto, era «molto buono» e manifestava la gloria di Dio (cfr. Gn 1:2; Es 20:8-11; Sal 19:1-6; 33:6,9; 104; Eb 11:3).

## La natura dell'uomo
La dottrina avventista afferma che l'Uomo e la Donna sarebbero stati creati a immagine di Dio, ognuno con la propria individualità, con il potere e la libertà di pensare e di agire. Sebbene creati come esseri liberi, ognuno sarebbe un'unità indivisibile di corpo, mente e spirito, dipendente da Dio per la vita, il respiro e ogni altra cosa. Quando i progenitori dell'Uomo disubbidirono al Signore, negarono la loro dipendenza dal Creatore e decaddero dall'elevata posizione che detenevano in lui. L'immagine di Dio in loro fu deturpata e divennero soggetti alla morte. I loro discendenti hanno ereditato questa natura decaduta e le sue conseguenze. Essi nascono con le debolezze e le tendenze al male. Dio però, in Cristo, riconciliò il mondo con sé e, tramite il suo Spirito, ripristina negli esseri umani pentiti l'immagine del loro Creatore. Creati per la gloria di Dio, essi sono chiamati ad amarlo, ad amarsi gli uni gli altri e ad aver cura dell'ambiente che li circonda (cfr. Gn 1:26-28; 2:7; Sal 8:4-8; At 17:24-28; Gn 3; Sal 51:5; Rm 5:12-17; 2 Cor 5:19,20; Sal 51:10; 1 Gv 4:7,8,11,20; Gn 2:15).

## Il gran conflitto
La teologia avventista afferma che tutta l'umanità sarebbe coinvolta in un grande conflitto fra il Cristo e Satana riguardo al carattere di Dio, alla sua legge e alla sua sovranità sull'universo. Questo conflitto sarebbe iniziato in cielo, quando un essere creato, dotato di libertà di scelta, esaltando se stesso, divenne Satana, l'avversario di Dio, inducendo alla rivolta una parte degli angeli. Egli introdusse uno spirito di ribellione in questo mondo quando convinse Adamo ed Eva a peccare. Il peccato dell'uomo portò alla deformazione dell'immagine di Dio nell'umanità, al disordine del mondo creato e alla sua devastazione all'epoca del diluvio universale. Osservato da tutto il creato, questo mondo è diventato l'arena del conflitto universale, alla fine del quale la giustizia di Dio sarà definitivamente riconosciuta. Per assistere il suo popolo in questo conflitto, il Cristo invia lo Spirito Santo e gli angeli fedeli a guidarlo, proteggerlo e sostenerlo nella via della salvezza (cfr. Ap 12:4-9; Is 14:12-14; Ez 28:12-18; Gn 3; Rm 1:19-32; 5:12-21; 8:19-22; Gn 6-8; 2 Pt 3:6; 1 Cor 4:9; Eb 1:14).

## La vita, la morte e la resurrezione del Cristo
La dottrina avventista afferma che con la vita di perfetta ubbidienza di Cristo alla volontà di Dio, con le sue sofferenze, la sua morte e la sua risurrezione Dio ha provveduto all'unico mezzo per espiare il peccato dell'uomo, affinché coloro che per fede accettano questa espiazione possano avere la vita eterna e l'intera creazione possa comprendere meglio l'infinito e santo amore del Creatore. Questa perfetta espiazione rivendica la giustizia della legge di Dio e la misericordia del suo carattere: essa infatti condanna il nostro peccato ma provvede anche al nostro perdono. La morte di Cristo è sostitutiva ed espiatoria, riconciliatrice e trasformatrice. La risurrezione di Cristo proclama il trionfo di Dio sulle forze del male e a coloro che accettano l'espiazione essa assicura la loro vittoria finale sul peccato e sulla morte. Essa dichiara che Gesù Cristo è il Signore, davanti al quale «si piegherà ogni ginocchio in cielo e sulla terra» (cfr. Gv 3:16; Is 53; 1 Pt 2:21,22; 1 Cor 15:3,4,20-22; 2 Cor 5:14,15,19-21; Rm 1:4; 3:25; 4:25; 8:3,4; 1 Gv 2:2; 4:10; Col 2:15; Fil 2:6-11).

## L'esperienza della salvezza
La dottrina avventista afferma che nel suo amore infinito e nella sua grande misericordia Dio considerò il Cristo, che non peccò, come peccatore al nostro posto affinché in lui potessimo diventare giustizia di Dio. Guidati dallo Spirito Santo ci rendiamo conto dei nostri limiti, riconosciamo la nostra colpevolezza, ci pentiamo dei nostri errori ed esercitiamo la nostra fede in Gesù accettandolo come Signore e Cristo, come Sostituto ed Esempio. Questa fede che riceve salvezza proviene dal divino potere della Parola ed è un dono della grazia di Dio. Tramite il Cristo siamo giustificati, adottati come figli e figlie di Dio e liberati dal dominio del peccato. Mediante lo Spirito nasciamo di nuovo e siamo santificati; lo Spirito rinnova le nostre menti, scrive la legge d'amore di Dio nei nostri cuori e ci dà la forza per vivere una vita santa. Rimanendo fedeli a lui diventiamo partecipi della natura divina e abbiamo la certezza della salvezza ora e nel giorno del giudizio (cfr. 2 Cor 5:17-21; Gv 3:16; Gal 1:4; 4:4-7; Tt 3:3-7; Gv 16:8; Gal 3:13,14; 1 Pt 2:21,22; Rm 10:7; Lc 17:5; Mc 9:23,24; Ef 2:5-10; Rm 3:21-26; Col 1:13,14; Rm 8:14-17; Gal 3:26; Gv 3:3-8; 1 Pt 1:23; Rm 12:2; Eb 8:7-12; Ez 36:25-27; 2 Pt 1:3,4; Rm 8:1-4; 5:6-10).

## Crescere in Cristo
La dottrina avventista afferma che con la sua morte sulla croce, Gesù ha trionfato sulle forze del male. Durante il suo ministero terreno ha soggiogato gli spiriti demoniaci, ha distrutto il loro potere e reso certa la loro sorte finale. La vittoria di Gesù ci dà la vittoria sulle forze del male che ancora cercano di dominarci, quando camminiamo con lui in pace e gioia, sicuri del suo amore. Ora lo Spirito Santo dimora in noi e ci conferisce potenza. Incessantemente consacrati a Gesù come nostro Salvatore e Signore, siamo resi liberi dal peso delle azioni passate. Non viviamo più nell'oscurità, nella paura delle potenze del male, nell'ignoranza e nell'insensatezza della nostra vita passata. Liberi di nuovo in Gesù, siamo chiamati a crescere all'altezza del suo carattere comunicando con lui quotidianamente in preghiera, nutrendoci della sua Parola, meditando su di essa e sulla provvidenza divina, cantando le sue lodi, incontrandoci insieme per adorarlo e partecipando alla missione della Chiesa. Quando impegniamo noi stessi nel servizio amorevole verso quelli che ci circondano e nella testimonianza della salvezza in Gesù, la sua costante presenza al nostro fianco santifica ogni momento e ogni nostra attività (Sal 1:1,2; 23:4; 77:11,12; Col 1:13,14; 2:6,14,15; Lc 10:17-20; Ef 5:19,20: 6:12-18; 1 Ts 5:23; 2 Pt 2:9; 3:18; 2 Cor 3:17,18; Fil 3:7-14; 1 Ts 5:16-18; Mt 20:25-28; Gv 20:21; Gal 5:22-25; Rm 8:38,39; 1 Gv 4:4; Eb 10.25).

## La Chiesa
La Chiesa è la comunità dei credenti che confessano Gesù Cristo come unico e sufficiente Signore e Salvatore. Come il popolo di Dio dell'Antico Testamento, gli avventisti si impegnano a distaccarsi dal mondo e unirsi per il culto, per la comunione fraterna, per lo studio della parola di Dio, per la celebrazione della Cena del Signore, per il servizio nei confronti di tutta l'umanità e per la proclamazione mondiale del Vangelo. La chiesa trae la sua autorità dal Cristo, che è la Parola incarnata, e dalle Scritture, che sono la Parola scritta. La chiesa è la famiglia di Dio: adottati da lui come figli, i suoi membri vivono secondo il nuovo patto. La chiesa è il corpo di Cristo, una comunità di fede della quale il Cristo stesso è il capo. La chiesa è la sposa per la quale il Cristo è morto per santificarla e purificarla. Al suo ritorno in gloria, egli la presenterà come chiesa gloriosa, chiesa fedele di tutte le epoche, acquistata con il proprio sangue, senza né macchia né ruga, ma santa e irreprensibile (cfr. Gn 12:3; At 7:38; Ef 4:11-15; 3:8-11; Mt 28:19,20; 16:13-20; 18:18; Ef 2:19-22;)

## Il "rimanente" e la sua missione
La dottrina afferma che la chiesa universale sarebbe composta da tutti coloro che credono veramente in Cristo, ma negli ultimi giorni, in un periodo di totale apostasia, un rimanente sarebbe chiamato a osservare i comandamenti di Dio e preservare la fede di Gesù. Questo rimanente annuncierebbe che è giunta l'ora del giudizio, proclamerebbe la salvezza tramite il Cristo e l'avvicinarsi del momento del suo ritorno. Questa proclamazione è simboleggiata dai tre angeli di Apocalisse 14; coinciderebbe con l'opera del giudizio in cielo e ha come risultato un'opera di ravvedimento e di riforma sulla terra. Ogni credente è chiamato a partecipare personalmente a questa testimonianza di portata mondiale (cfr. Ap 12:17; 14:6-12; 18:1-4; 2 Cor 5:10; Gd 3,14; 1 Pt 1:16-19; 2 Pt 3:10-14; Ap 21:1-14).

## Unità del corpo di Cristo
La dottrina avventista afferma che la chiesa è un corpo con molte membra chiamate da ogni nazione, tribù, lingua e popolo. In Cristo l'Uomo diventa una nuova creatura: distinzioni di razza, cultura, istruzione, nazionalità, differenze di classe, fra ricchi e poveri o fra maschi e femmine, non devono rappresentare motivi di divisione. Tutti sono uguali in Cristo che, mediante un unico Spirito, ha unito a lui l'Uomo e gli uni con gli altri. Si deve servire ed essere serviti senza parzialità o riserve. Tramite la rivelazione di Gesù Cristo nelle Scritture gli avventisti partecipano della stessa fede e della stessa speranza rendendone testimonianza a tutti. Questa unità trova la sua fonte nell'unità del Dio «trino» che ha adottato i credentii come suoi figli (cfr. Rm 12:4,5; 1 Cor 12:12-14; Mt 28:19,20; Sal 133:1; 2 Cor 5:16,17; At 17:26,27; Gal 3:27,29; Col 3:10-15; Ef 4:14-16; 4:1-6; Gv 17:20-23).

## Battesimo
Con il battesimo si afferma la fede degli avventisti nella morte e nella risurrezione di Gesù Cristo che testimoniano della nostra morte al peccato e della nostra decisione di iniziare una nuova vita. In questo modo riconosciamo il Cristo come Signore e Salvatore, diventiamo suo popolo e siamo accolti come membri dalla sua chiesa. Il battesimo è il simbolo della nostra unione con il Cristo, del perdono dei nostri peccati e del fatto che abbiamo ricevuto lo Spirito Santo. Si celebra per immersione nell'acqua ed è subordinato alla dichiarazione di fede in Gesù e alla manifestazione di un reale ravvedimento dal peccato. Esso segue allo studio delle Sacre Scritture e all'accettazione del loro insegnamento (cfr. Rm 6:1-6; Col 2:12,13; At 16:30-33; 22:16; 2:38; Mt 28:19,20).

## La santa Cena
Secondo gli avventisti la santa Cena è la partecipazione ai simboli del corpo e del sangue di Gesù come espressione di fede in lui, nostro Signore e Salvatore. In questa esperienza di comunione il Cristo è presente per incontrarsi con il suo popolo e per fortificarlo. Partecipandovi proclamiamo con gioia la morte del Signore fino al suo ritorno. La preparazione per la santa Cena include un esame di coscienza, il pentimento e la confessione. Il Maestro ordinò di celebrare il servizio della lavanda dei piedi per sottolineare una rinnovata purificazione, per esprimere una volontà di servizio reciproco con la sua stessa umiltà e per unire i nostri cuori nell'amore. Il servizio di comunione è aperto a tutti i credenti cristiani (1 Cor 10:16,17; 11:23-30; Mt 26:17-30; Ap 3:20; Gv 6:48-63; 13:1-17).

## I doni dello Spirito
Gli avventisti credono che Dio conceda a tutti i membri della Chiesa, indipendentemente dall'epoca in cui vivono, i doni spirituali che ognuno dovrebbe utilizzare per il bene comune della Chiesa e dell'umanità. Donati dallo Spirito Santo, che li distribuisce «a ciascuno in particolare come Egli vuole», i doni assicurano quelle capacità e quella vocazione necessarie alla chiesa per l'esercizio delle funzioni stabilite da Dio. Secondo le Scritture, questi doni sono: la fede, la guarigione, la profezia, la predicazione, l'insegnamento, l'amministrazione, la comprensione, la riconciliazione, il servizio altruistico e la bontà per aiutare e incoraggiare le persone. Alcuni membri sono chiamati da Dio e ricevono i doni dello Spirito per esercitare le funzioni riconosciute dalla chiesa nel ministero pastorale, evangelistico, apostolico e nell'insegnamento. Queste funzioni sono particolarmente importanti per preparare i membri al servizio, per aiutare la chiesa a crescere verso il raggiungimento della maturità spirituale, per promuovere l'unità della fede e la conoscenza di Dio. Quando i membri usano questi doni spirituali «come buoni amministratori della svariata grazia di Dio», la chiesa è protetta dagli influssi distruttivi delle false dottrine, si sviluppa grazie all'intervento di Dio e si rafforza nella fede e nell'amore (cfr. Rm 12:4-8; 1 Cor 12:9-11,27,28; Ef 4:8,11-16; At 6:1-7; 1 Tm 2:1-3; 1 Pt 4:10,11).

## Il dono della profezia
Gli avventisti affermano che uno dei doni dello Spirito Santo sarebbe la profezia. Questo dono è un segno che identificherebbe la Chiesa manifestata nel ministero di Ellen G. White. Quale messaggera del Signore, i suoi scritti sarebbero una continua e autorevole fonte di verità offrendo alla Chiesa incoraggiamento, guida, istruzione e correzione. Essi affermano anche, in modo chiaro, che la Bibbia è la norma in base alla quale ogni insegnamento e ogni esperienza devono essere provati (cfr. Gal 2:28,29; At 2:14-21; Eb 1:1-3; Ap 12:17; 19:10).

## La legge di Dio
La dottrina afferma che i grandi principi della legge di Dio sono contenuti nei dieci comandamenti e sono stati manifestati nella vita di Cristo. Essi sono l'espressione dell'amore di Dio, della sua volontà e dei suoi propositi relativi alla condotta e alle relazioni umane e sono vincolanti per tutti gli uomini di ogni epoca. Questi principi costituiscono la base del patto di Dio con il suo popolo e rappresentano il criterio del giudizio. Grazie all'opera dello Spirito Santo, essi indicano il peccato e risvegliano il desiderio di un Salvatore. La salvezza viene attribuita per grazia e non per opere, ma i suoi frutti si manifestano nell'ubbidienza ai comandamenti. Questa ubbidienza sviluppa un carattere cristiano e produce effetti positivi. È una dimostrazione del nostro amore per il Signore e dell'interesse per i nostri simili. L'ubbidienza della fede dimostra la potenza di Cristo nel trasformare la vita e perciò rafforza la testimonianza cristiana (cfr. Es 20:1-17; Sal 40:7,8; Mt 22:36-40; Dt 28:1-14; Mt 5:17-20; Eb 8:8-10, Gv 16:7-10; Ef 2:8-10; 1 Gv 5:3; Rm 8:3,4; Sal 19:7-14).

## Il sabato
La religione avventista crede che Dio, dopo i sei giorni della creazione, si fosse riposato il settimo giorno istituendo il sabato per tutti come memoriale della creazione. Il quarto comandamento dell'immutabile legge di Dio richiede l'osservanza di questo settimo giorno, il sabato, come giorno di riposo, di culto e di servizio in armonia con l'insegnamento e l'esempio di Gesù, Signore del sabato. Il sabato è un giorno di comunione con Dio e con il prossimo. Esso è un simbolo della redenzione in Cristo, un segno della santificazione dell'Uomo, un'espressione della fedeltà, un'anticipazione del futuro eterno nel regno di Dio. Il sabato sarebbe il segno perpetuo scelto da Dio per rappresentare il suo patto eterno con il suo popolo. La lieta osservanza di questo tempo sacro, da tramonto a tramonto, è una celebrazione dell'opera creatrice e redentrice di Dio (cfr. Gn 2:1-3; Es 20:8-11; Lc 4:16; Is 56:5,6; 58:13,14; Mt 12:1-12; Es 31:13-17; Ez 20:12,20; Dt 5:12-15; Eb 4:1-11; Lv 23:32; Mc 1:32).

## Gestione cristiana della vita
Gli avventisti affermano di essere gli amministratori di Dio che gli ha affidato tempo e opportunità, capacità e beni, ricchezze dalla natura e sue risorse. Sanno di essere responsabili nei suoi confronti del loro giusto uso. Riconoscono la sovranità di Dio mediante un leale servizio, offerto a lui e ai nostri simili, restituendo la decima e dando le offerte per la proclamazione del Vangelo e per il sostentamento e lo sviluppo della sua chiesa. La dottrina avventista afferma che l'amministrazione è un privilegio offerto da Dio ai fedeli per coltivare l'amore e riportare la vittoria sull'egoismo e l'avarizia. L'amministratore cristiano si rallegra delle benedizioni che gli altri ricevono come risultato della sua fedeltà (cfr. Gn 1:26-28; 2:15; 1 Cr 29:14; Ag 1:3-11; Ml 3:8-12; 1 Cor 9:9-14; Mt 23:23; Rm 15:26,27).

## Stile di vita cristiano
Gli avventisti sono invitati a essere un popolo santo che pensa, sente e agisce in armonia con i principi del cielo. Affinché lo Spirito possa ricreare in noi il carattere del nostro Signore, dobbiamo impegnarci soltanto in ciò che produrrà nella nostra vita purezza cristiana, salute e gioia. Questo significa che cercheremo di conformare i nostri divertimenti e i nostri svaghi ai più elevati principi di gusto e bellezza cristiani. Pur riconoscendo le differenze culturali, il nostro modo di vestire deve essere improntato alla semplicità, alla modestia e all'ordine, consono con il modo di vivere di coloro la cui vera bellezza non consiste nell'ornamento esteriore, ma in quello duraturo di uno spirito quieto e gentile. Ciò significa anche che, siccome i nostri corpi sono il tempio dello Spirito Santo, dobbiamo averne cura in modo intelligente. Oltre a un adeguato esercizio fisico e al riposo, dobbiamo adottare la dieta più sana possibile e astenerci dai cibi impuri indicati nelle Scritture. Poiché le bevande alcoliche, il tabacco e l'uso irresponsabile di droghe e narcotici sono dannosi al nostro corpo, dobbiamo astenercene. Al contrario dobbiamo impegnarci in ciò che aiuta i nostri pensieri e i nostri corpi ad essere in armonia con l'insegnamento di Cristo, che desidera la nostra salute, la nostra gioia e il nostro bene (cfr. Rm 12:1,2; 1 Gv 2:6; Ef 5:1-21; Fil 4:8; 2 Cor 10:5; 6:14-7:1; 1 Pt 3:1-4; 1 Cor 6:19,20; 10:31; Lv 11:1-47; 3 Gv 2).

## Il matrimonio e la famiglia
Il matrimonio, secondo gli avventisti, fu istituito da Dio nell'Eden e da Gesù fu definito un'unione d'amore, per tutta la vita, fra un uomo e una donna. Per il cristiano il matrimonio è un impegno con Dio oltre che con il coniuge e perciò è bene che sia contratto solo fra due persone che condividono la stessa fede. L'amore, l'onore, il rispetto e la responsabilità reciproci sono gli elementi essenziali di questa relazione che deve riflettere l'amore, la santità, l'intimità e la perpetuità della relazione esistente fra il Cristo e la sua chiesa. Riguardo al divorzio, Gesù insegnò che la persona che lo attua - salvo che per fornicazione - e contrae un nuovo matrimonio, è colpevole di adulterio. Sebbene alcuni rapporti coniugali possano allontanarsi dall'ideale, quei coniugi che si sono impegnati reciprocamente in Cristo, potranno raggiungere una vera unione grazie alla guida dello Spirito Santo e all'aiuto della chiesa. Dio benedice la famiglia e vuole che i suoi membri si sostengano a vicenda per il raggiungimento di una completa maturità. I genitori devono educare i loro figli ad amare e a ubbidire a Dio. Con il loro esempio e con le loro parole devono insegnare loro che il Cristo è un Maestro affettuoso, tenero e pieno di attenzioni, che vuole aiutarli a diventare membra del suo corpo che è la famiglia di Dio. Una delle caratteristiche del messaggio evangelico finale è la maggiore unione familiare (cfr. Gn 2:18-25; Mt 19:3-9; Gv 2:1-11; 2 Cor 6:14; Ef 5:21-33; Mt 5:31,32; Mc 10:11,12; Lc 16:18; 1 Cor 7:10,11; Es 20:12; Ef 6:1-4; Dt 6:5-9; Prv 22:6; Ml 4:5,6).

## Il ministero di Cristo nel santuario del cielo
Secondo la dottrina avventista, in cielo ci sarebbe un santuario: il vero tabernacolo «che il Signore e non un uomo, ha eretto». Il Cristo vi officierebbe in favore dell'Uomo, mettendo così a disposizione dei credenti i benefici del sacrificio espiatorio da lui offerto una volta per sempre sulla croce. Egli inaugurò il suo ministero di sommo sacerdote e di intercessore alla sua ascensione. Nel 1844, alla fine del periodo profetico dei duemilatrecento giorni/anni, Gesù iniziò la seconda e ultima fase del suo ministero d'espiazione. Si tratta di un giudizio investigativo, che rappresenta una soluzione definitiva per il peccato, simboleggiata dalla purificazione dell'antico santuario ebraico nel giorno dell'espiazione. In quel servizio simbolico il santuario veniva purificato mediante il sangue di animali sacrificati, mentre quello del cielo è purificato dal perfetto sacrificio di Cristo. Il giudizio investigativo rivela agli esseri celesti chi, fra i morti, si è addormentato in Cristo e, grazie a lui, è considerato degno di partecipare alla prima risurrezione. Esso, inoltre, manifesta chi, fra i viventi, è fedele al Cristo, osserva i comandamenti di Dio e ha la fede di Gesù e quindi, in lui, è pronto per la traslazione nel suo regno eterno. Questo giudizio dimostra la giustizia di Dio nel salvare coloro che credono in Gesù. Esso dichiara che quanti sono rimasti fedeli a Dio riceveranno il regno. La conclusione di questo ministero di Cristo segnerà la fine del tempo di grazia prima del secondo avvento (cfr. Eb 8:1-5; 4:14-16; 9:11-28; 10:19-22; 1:3; 2:16,17; Dn 7:9-27; 8:13,14; 9:24-27; Nm 14:34; Ez 4:6; Lv 16; Ap 14:6,7; 20:12; 14:12; 22:12).

## Il ritorno di Cristo
Gli avventisti credono che il ritorno di Cristo sia la «beata speranza» della chiesa, il grande obiettivo del Vangelo. La venuta del Salvatore sarà letterale, personale, visibile e mondiale. Quando ritornerà i morti giusti risusciteranno e, insieme con i viventi giusti, saranno glorificati e traslati in cielo, mentre gli empi morranno. L'adempimento della maggior parte degli eventi profetizzati e l'attuale condizione del mondo indicano che il ritorno di Cristo è imminente. Il tempo di questo evento non è stato rivelato, perciò siamo esortati a essere pronti in ogni istante (cfr. Tt 2:13; Eb 9:28; Gv 14:1-3; At 1:9-11; Mt 24:14; Ap 1:7; Mt 26:43,44; 1 Ts 4:13-18; 1 Cor 15:51-54; 2 Ts 1:7-10; 2:8; Ap 14:14-20; 19:11-21; Mt 24; Mc 13; Lc 21; 2 Tm 3:1-5; 1 Ts 5:1-6).

## La morte e la resurrezione
Secondo gli avventisti Dio, immortale, darà la vita eterna ai redenti. Fino a quel giorno la morte è uno stato di assoluta incoscienza per tutti. Quando il Cristo, che secondo i fedeli di questa religione, è al centro della loro vita, apparirà, i giusti risuscitati e i giusti viventi saranno glorificati e portati a incontrare il Signore nell'aria. La seconda risurrezione, la risurrezione degli empi, dovrebbe avvenire mille anni più tardi (cfr. Rm 6:23; 1 Tm 6:15,16; Ec 9:5,6; Sal 146:3,4; Gv 11:11-14; Col 3:4; 1 Cor 15:51-54; 1 Ts 4:13-17; Gv 5:28,29; Ap 20:1-10).

## Il millennio è la fine di un'era di peccato
Per gli avventisti il millennio è il regno di mille anni di Cristo con i suoi santi fra la prima e la seconda risurrezione. In questo periodo di tempo saranno giudicati gli empi e la terra sarà in uno stato di totale desolazione, priva di esseri umani viventi e abitata soltanto da Satana e dai suoi angeli. Alla fine del millennio, il Cristo con i suoi santi e la santa città scenderanno dal cielo sulla terra. Allora gli empi risusciteranno e insieme a Satana e ai suoi angeli circonderanno la santa città, ma il fuoco inviato da Dio li consumerà e purificherà la terra. In questo modo l'universo sarà definitivamente liberato dal peccato e dai peccatori (cfr. Ap 20; 1 Cor 6:2,3; Gr 4:23-26; Ap 21:1-5; Ml 4:1; Ez 28:18,19).

## La nuova terra
Secondo gli avventisti nella nuova terra, in cui vivranno i giusti, Dio assicurerà una dimora eterna per i redenti e un ambiente perfetto per la vita eterna, l'amore, la gioia e la conoscenza in sua presenza. Dio stesso infatti abiterà con il suo popolo e la sofferenza e la morte non ci saranno più. Il gran conflitto è finito e il peccato è stato eliminato. Tutte le cose, quelle animate e quelle inanimate, dichiareranno che Dio è amore ed egli regnerà per sempre (cfr. 2 Pt 3:13; Is 35; 65:17-25; Mt 5:5; Ap 21:1-7; 22:1-5; 11:15).